# Pelourinho de Treixedo
O Pelourinho de Treixedo foi um pelourinho que existiu em Treixedo, no município de Santa Comba Dão.
Segundo o SIPA, dele "subsiste um fragmento de fuste cilíndrico" "em cantaria de granito, compondo uma parte do fuste, cilíndrico e com molduras que formam o remate do mesmo". Em 1944, "os fragmentos estavam na adega de António Nunes Borges", mas em 1996, "contactadas a Câmara Municipal de Santa Comba Dão e a Junta de Freguesia de Treixedo, desconhecem por completo o paradeiro dos fragmentos".
Assim, embora certa e documentada a sua existência no passado, actualmente não existe pelourinho em Treixedo, nem qualquer vestígio ou documento escrito ou pictórico que possa assegurar o local onde o mesmo se erguia. O Largo de São João é, no entanto, aquele que parece ter sido o local mais provável.
Foi classificado como Imóvel de Interesse Público em 1933.